# Суфьян (город)
Суфьян (перс. صوفیان) — один из городов остана Восточный Азербайджан, располагающийся в бахще Суфьян шахрестана Шабестар. Этот город является административным центром бахща Суфьян. Через Суфьян проходят транспортные пути из Тебриза в Маранд и Шабестар. Город находится на расстоянии 30 км к востоку от Шабестара, 35 км к северу от Тебриза и 679 км — к северо-западу от Тегерана.

## История
К современному городу Суфьян некоторые историки, в частности, Рахим Раис-Ния, автор книги «Азербайджан в круговороте истории», возводят мидийский город Субья или Суфья, который упомянут в надписях, повествующих о походе Саргона Второго, царя Ашшура на Урарту (716 г. до н. э.), под именем «Суби».

## География
Город Суфьян, согласно Ахмаду Салими (книга «Рассмотрение и исследование о Шабестаре»), окружен следующими деревнями: Чале-Хане-йе Алия, Чале-Хане-йе Саляфи, Горус, Андебиль, Кара-Агадж, Шурдарк, Баг-е Вазир, Харунийе, Сефид-Кямар, Неематолла, Назарлы, Кызыл-Дизадж и Ком-Тепе. Площадь города составляет 20 тыс. га.

## Достопримечательности
Среди городских достопримечательностей можно отметить: гробницу имамзаде Ибрахима Халиль-Суфьяна, минеральный источник Тап-Тап, каменное изваяние «Коюн», соборную мечеть Суфьяна.

## Демографическая динамика
Данные последних иранских переписей позволяют проследить динамику численности населения Суфьяна. В 1996 г. в городе проживало 8136 человек, в 2006 г. — 8980 человек, а в 2011 г. — 9126 человек. Общие темпы роста за все это время составили всего 1,1 раз, что свидетельствует об очень медленном росте данного города. За 1996—2006 гг. среднегодовые общие темпы роста города были относительно большими и были равны 0,99 % в год, а за 2006—2011 гг. — уже только 0,3 % в год. В среднем его население за 1996—2006 гг. каждый год росло в среднем на 85 человек, а за 2006-11 гг. — всего на 15 человек, что говорит о стремительном падении темпов роста. Это может быть связано либо с особо серьёзным падением рождаемости, либо с эмиграцией населения. За 2011 г. есть возможность посмотреть и на соотношение полов в городе. В нём насчитывалось тогда 4590 женщин и 4536 мужчин, а соотношение полов оказалось равно 99 мужчинам на 100 женщин, то есть, наблюдалось их примерное равенство.